# Asgrow
Asgrow — це насіннєва компанія, що належить і експлуатується Bayer Crop Science.

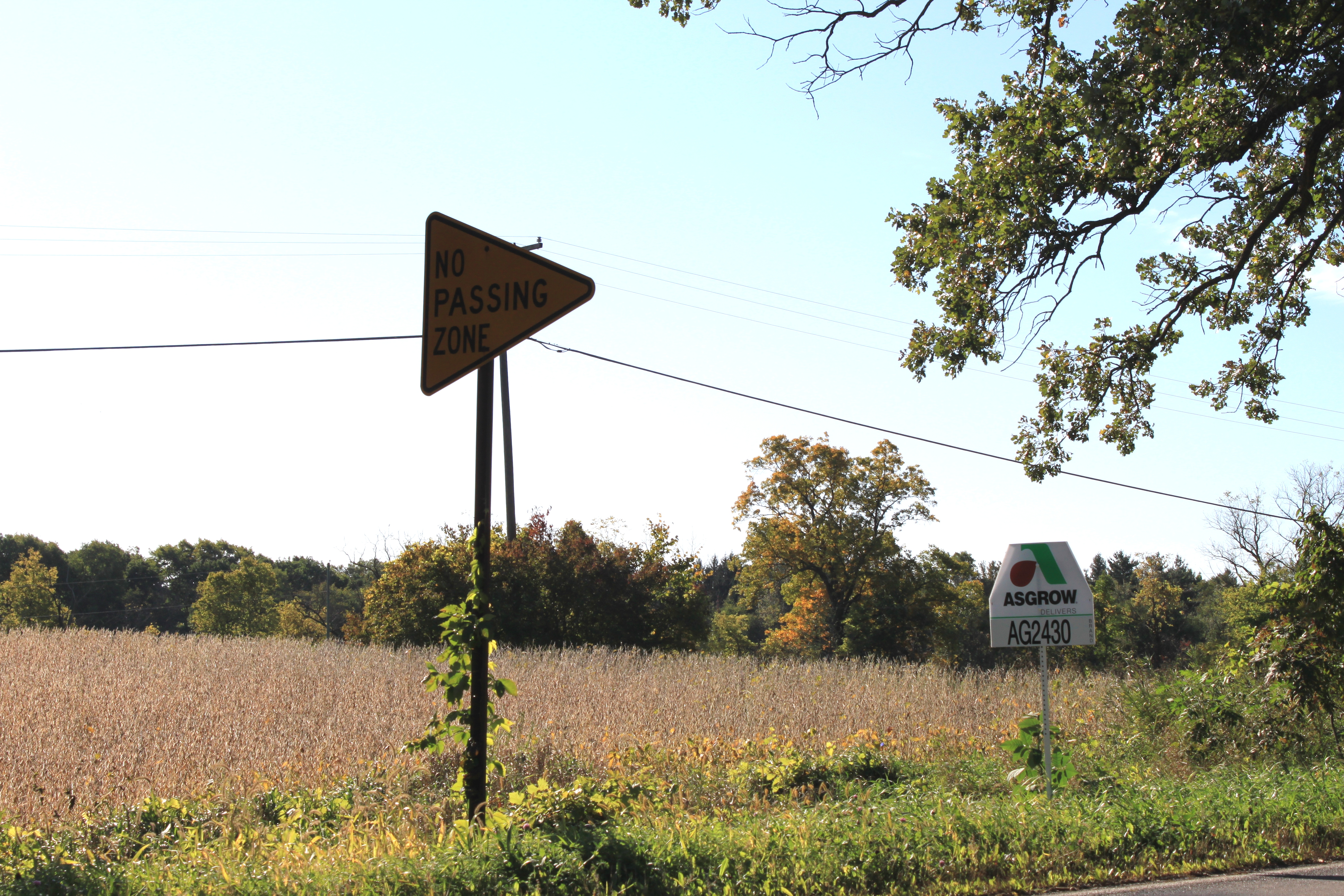
Поле сої, засаджене насінням Asgrow AG2430, містечко Салін, штат Мічиган

## Історія
Associated Seed Growers, Inc. («Asgrow») утворилась в 1927 році, коли насіннєві конкуренти Everett B. Clark Seed Co., John H. Allen Seed Co., та N.B. Keeney & Son об'єднались. Штаб-квартира компанії розташовувалася в Нью-Гейвен, штат Коннектикут.
У 1958 році компанія офіційно змінила своє ім'я на Asgrow Seed Company. Компанія Upjohn придбала Asgrow в 1968 році. У 1994 році мексиканська компанія Empresas La Moderna SA придбала Asgrow за 300 мільйонів доларів. На той час Asgrow була п'ятою за величиною насіннєвою компанією з обсягом продажів у 270 мільйонів доларів. Monsanto придбав Asgrow у Empresas у 1996 році за 240 мільйонів доларів. У 1997 році компанія перенесла свою штаб-квартиру в район Де-Мойн з Каламазу, штат Мічиган.
У 1996 році Asgrow випустила на ринок першу трансгену сою, спираючись на роботу Monsanto по створенню рослин петунії, стійких до невеликих кількостей трансгену, розробленого Робертом Фрейлі в 1985 році. У першому сезоні продажів нове насіння було задіяне на площі понад 1 мільйон акрів, і незабаром більше 80% соєвих бобів в США було вирощено з використанням цього насіння.
У 2012 році Asgrow розпочав Національний конкурс врожайності для виробників сої. Переможець конкурсу той, хто виробляє найбільше сої, а фермери по всій країні мають можливість дізнатись більше про новітні насіннєві технології та виробничі практики.
У 2018 році Bayer AG придбала Monsanto, а Asgrow став брендом Bayer Crop Science.

## Продукти
Насіння Asgrow використовують багато технологій Monsanto, включаючи RoundUp-Ready 2 Yield. Asgrow продавав соняшник, кукурудзу, люцерну, ріпак весняний та ріпак озимий. Зараз бренд складається виключно з сортів сої з різними технологіями захисту врожаю від Monsanto та третіх сторін (таких як BASF) спільно з Dekalb.